# Gummitier

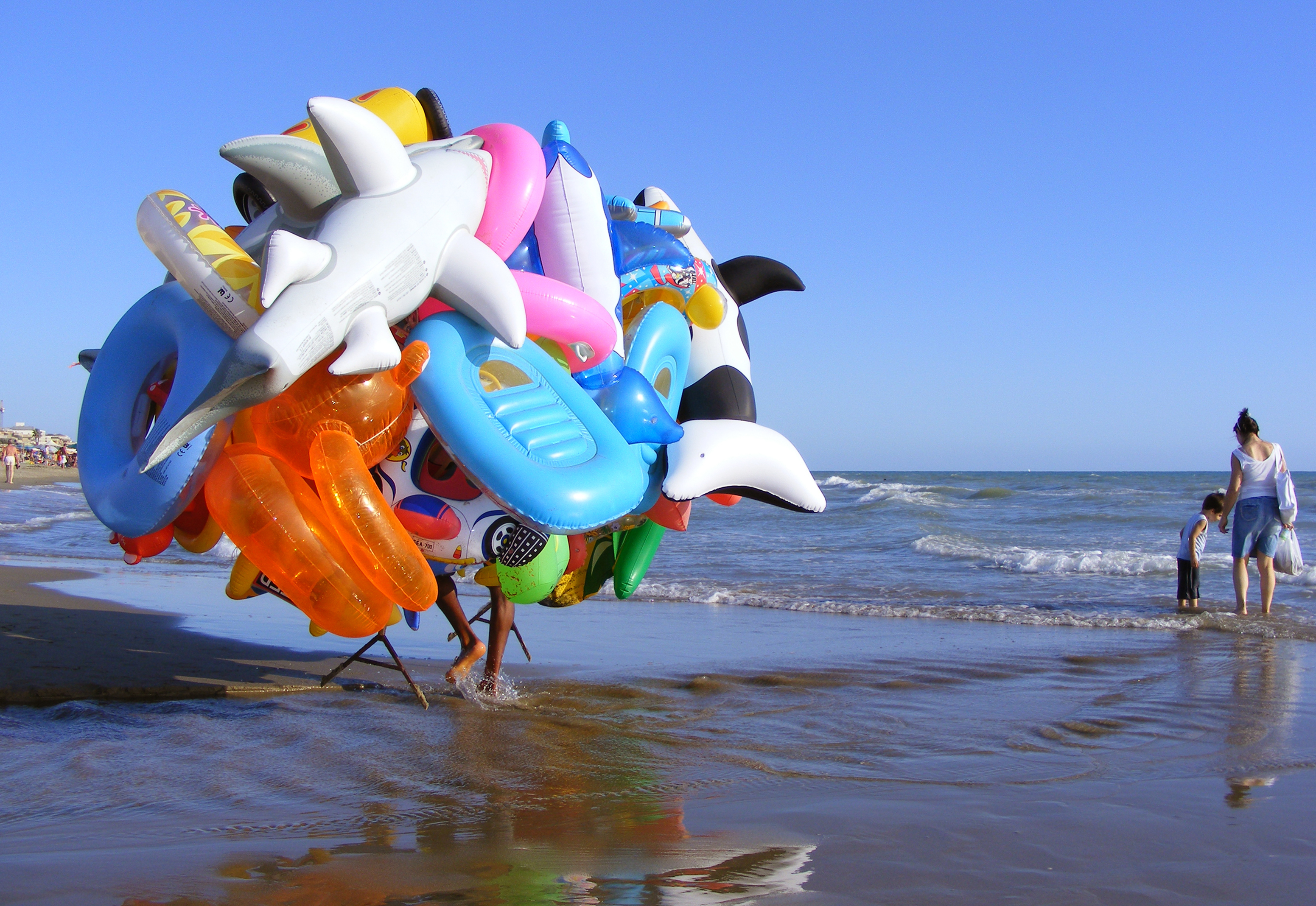
Gummitiere und andere aufblasbare Badespielzeuge eines fliegenden Händlers an einem Badestrand

Ein Gummitier ist ein aufblasbares Spielzeug in Form eines (Phantasie-)Tieres. Anders als die Bezeichnung suggeriert, bestehen Gummitiere heutzutage aus Weich-PVC. Die meisten Gummitiere werden als Badespielzeug zum Reiten auf dem Wasser verwendet.

## Geschichte

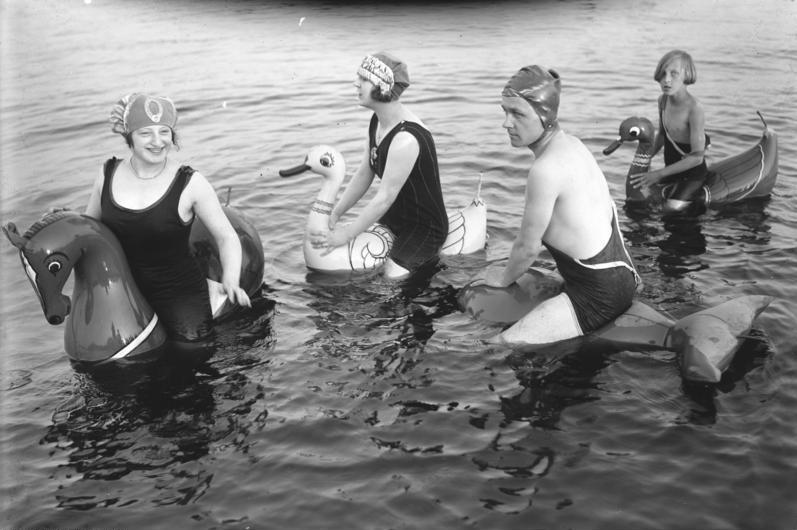
Wasserreiten auf Gummitieren 1931. Foto: Bundesarchiv

Aufblasbare Gummitiere gibt es seit den 1920er Jahren. Anfangs wurden sie tatsächlich aus Gummi hergestellt: Der Beginn einer nahtlosen Fertigung mit speziellen Maschinen wird in Deutschland auf das Jahr 1921 datiert. Ihre Verwendung als Badespielzeug hat sich aber erst nach und nach etabliert: Die Illustrierte Die Woche berichtete 1924: „Nach der neuesten Mode nehmen die jungen Damen in amerikanischen Seebädern große Gummitiere mit, auf denen sie im Wasser herumreiten.“
Ab den 1960er Jahren setzten sich Gummitiere analog zu Wasserbällen in der heute üblichen Ausführung aus Weichkunststofffolie durch.

## Typische Ausprägungen
Die am häufigsten als Gummitier nachgebildeten Arten sind Delfine, insbesondere Orca-Wale, gefolgt von Haifischen. Zum einen erlaubt deren zeppelinförmiger Leib ohne größere Extremitäten eine verhältnismäßig preisgünstige Fertigung, zum anderen erleichtert das übliche Design mit einer breiten, horizontal angeordneten Schwanzflosse als stabilisierender Schwimmkörper die Verwendung als Reittier beim Baden.
Ebenfalls relativ beliebte Varianten sind Alligatoren, Meeresschildkröten, gelbe Riesenenten, Schwäne, Wasserschlangen und Drachen. Landtiere wie Pferde, Einhörner, Zebras und riesige Wölfe sind sehr selten; gleichwohl werden auch sie als Gummitiere gefertigt.

## Material und Verarbeitung

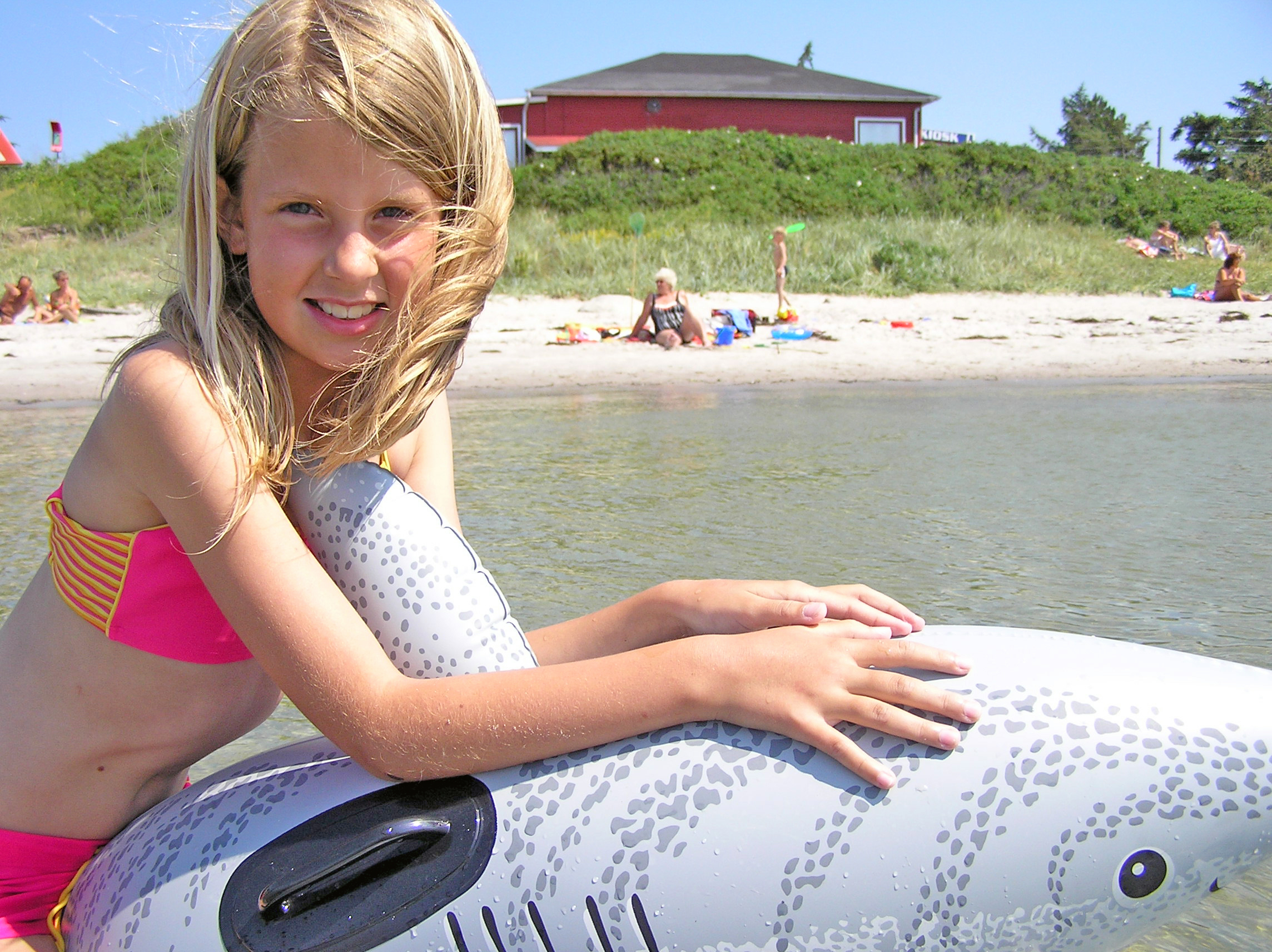
Mädchen mit Hai-Gummitier an einem Badestrand in Dänemark. Einer der beiden Haltegriffe ist sichtbar.

Gummitiere haben eine Haut aus PVC-Folie von üblicherweise 240 bis 360 µm Dicke, die mit Luft gefüllt werden muss, um den Körper herauszubilden. Bei den beliebten Meeressäugern sind oft zwei getrennte Luftkammern für Leib und Schwanzflosse vorhanden. Jede Luftkammer besitzt ein Stopfenventil, durch das die nötige Luft zugeführt und bei Bedarf auch wieder abgelassen werden kann.
Die PVC-Haut ist mit farbigen Aufdrucken (oft nach dem Kindchenschema) gestaltet; sie besteht aus mehreren Streifen, die miteinander hochfrequenzverschweißt werden, um die dreidimensionale Form des Gummitiers zu bilden. Die Schweißnähte sind natürliche Schwachstellen der Konstruktion, die nach einiger Zeit der Nutzung zum Aufreißen neigen.
Die Länge von Gummitieren bewegt sich üblicherweise im Bereich von ein bis zwei Metern, so dass bei größeren Exemplaren über hundert Liter Luft zur Füllung benötigt werden. Größere Gummitiere werden im vorderen Bereich oft mit Haltegriffen ausgestattet, was das Aufsitzen erleichtert.

## Gefahren

### Ertrinken
Gummitiere sind keine Schwimmhilfen. Ihre Benutzung als Wasserspielzeug stellt besonders für Kinder und Nichtschwimmer ein Risiko dar, weil sie durch große Wind- und Strömungsanfälligkeit schnell weit von Ufer oder Küste abgetrieben werden können. Aber auch geübte Schwimmer können sich beim Versuch, ein davondriftendes Gummitier wieder einzufangen, gefährlich überschätzen. Gummitiere sind deshalb an manchen Stränden verboten (zum Beispiel auf den westfriesischen Inseln) und sollten nur in strömungsarmen Bereichen und bei auflandigen Windverhältnissen mit ins Wasser genommen werden.

### Ersticken
Für kleinere Kinder droht Erstickungsgefahr, wenn sie auf die Idee kommen, in leere Hüllen von Gummitieren hineinzukriechen. Daher sollten sie nur unter Aufsicht von Erwachsenen damit spielen.

### Giftbelastung
Durch direkten Kontakt mit Gummitieren und ähnlichem Wasserspielzeug können über die Haut giftige Weichmachersubstanzen aufgenommen werden, die u. a. im Verdacht stehen, Krebs auszulösen. Häufig dienen Phthalate als Weichmacher, die bei Männern auf den Hormonhaushalt wirken. Gegen diese Gefahr wurden Belastungsgrenzwerte in der europäischen Spielzeugrichtlinie 2009/48/EG definiert und bestimmte Phthalate mit der Chemikalienverordnung REACH vollständig verboten.
Tests des TÜV Rheinland von Gummitieren und anderen aufblasbaren Badeartikeln, die 2009 und 2010 in Strandläden in verschiedenen europäischen Ländern gekauft wurden, haben neben weiteren Mängeln jedoch unzulässig hohe Belastungen mit diesen Schadstoffen festgestellt; bei dem Test von 2010 wurden allein deswegen 29 von 88 untersuchten Produkten bemängelt.

## Besondere Verwendungen
Neben der gewöhnlichen Benutzung als Badespielzeug sind folgende Verwendungen von Gummitieren dokumentiert:

### Verhaltensforschung
Bernhard Grzimek ließ sich von einem deutschen Spielwarenhersteller lebensgroße Gummitier-Attrappen von Löwen, Elefanten und Nashörnern fertigen, um zu sehen, wie die echten Tiere darauf reagieren. Allein die Elefanten ließen sich nicht täuschen und nahmen von den Gummitieren keinerlei Notiz.

### Demonstrationen
Gummitiere werden des Öfteren als Hingucker auf Demonstrationen, meist zum Schutz der dargestellten Tierarten, eingesetzt. Die Umweltschutzorganisation Greenpeace arbeitete für entsprechende Aktionen im öffentlichen Raum mit aufblasbaren Walen in Lebensgröße. Wegen ihrer Auffälligkeit werden Gummitiere aber auch bei Demonstrationen zu anderen Themen oder im Wahlkampf verwendet.

### Kunst und Literatur
Kind mit Stäben und Gummitier ist Titel und Motiv eines 1969 entstandenen, realistischen Rundbildes (Eitempera, 90 cm Durchmesser) von Peter Nagel, das sich im Bestand des Kunstmuseums Bochum befindet. Aufblasbare Objekte als solche oder Skulpturen mit der Anmutung des Aufgeblasenseins, darunter Tierfiguren, sind im Œuvre von Jeff Koons vertreten.
Gummitiere werden von einigen Bühnenautoren als Requisiten gefordert, zum Beispiel von Elfriede Jelinek, die sie schlaff aus einem mütterlichen Bauch hervorziehen lässt oder bereits 1947 von Friedrich Wolf, bei dem ein Gummitier nebst Wasserball und Dolchmesser eingepackt wird
Loriot gab unter dem Titel Umgang mit Gummitieren entsprechende humoristische Verhaltensanweisungen.

## Handel
Die meisten Gummitiere werden in der Volksrepublik China hergestellt. In den deutschsprachigen Ländern Mitteleuropas gelten sie als Saisonartikel und werden meist von Mai bis Juli in Spielwarengeschäften, Baumärkten und bei Sportausrüstern angeboten. Eine gewisse Anzahl auch ausgefallener Modelle wird über spezialisierte Fachhändler ganzjährig via Internet vertrieben.